# Курово-Кольонія (Підляське воєводство)
Курово-Кольонія (пол. Kurowo-Kolonia) — село в Польщі, у гміні Кобилін-Божими Високомазовецького повіту Підляського воєводства.
Населення — 90 осіб (2011).
У 1975-1998 роках село належало до Ломжинського воєводства.

## Демографія
Демографічна структура станом на 31 березня 2011 року:
|          | Загалом | Допрацездатний вік | Працездатний вік | Постпрацездатний вік |
| -------- | ------- | ------------------ | ---------------- | -------------------- |
| Чоловіки | 46      | 4                  | 31               | 11                   |
| Жінки    | 44      | 7                  | 17               | 20                   |
| Разом    | 90      | 11                 | 48               | 31                   |